# Stato a fusione di catena
Stato a fusione di catena (calco dell'inglese: chain-melted state) è uno stato della materia che ha sia caratteristiche dello stato solido che liquido.
In natura questo stato potrebbe esistere nel mantello del pianeta Terra.
È stato riprodotto nel laboratorio Lawrence Livermore National Laboratory con atomi di sodio e atomi di potassio in condizioni di altissima pressione e ad una temperatura tra i 400 e gli 800 K.
La conferma sperimentale della sua esistenza e della sua stabilità termodimancia è stata comunicata l'11 aprile 2019 da una équipe dell'Università di Edimburgo e pubblicata sulla rivista Proceedings of the National Academy of Sciences .